# 吉田明
吉田 明（よしだ あきら、1971年8月13日 - ）は、元日本代表ラグビー選手。

## プロフィール
- 京都府出身。
- 主なポジションはアウトサイドセンター(CTB)。
- 日本代表キャップは17。

## 来歴
啓光学園中学校・高等学校（現 常翔啓光学園中学校・高等学校）の出身で、同高校時代にはラグビー部の主将を務め、第69回全国高等学校ラグビーフットボール大会では準優勝を経験。
その後、京都産業大学に進み、同校では1年生よりレギュラー。また1993年度の同校主将を務めた。
1994年、神戸製鋼に加入。1年目よりCTBでレギュラー。同チームの全国社会人大会及び日本選手権のそれぞれ7連覇達成に貢献。また、1999年度及び2000年度の両大会優勝にも貢献した。
また、1995年のルーマニア代表戦が日本代表としての初キャップ試合となり、同年開催のラグビーワールドカップでは、予選プール全3試合出場。また1999年のラグビーワールドカップにも選出された。
2006年2月に現役を引退。同時に神戸製鋼も退社し、母校の京都産業大学ラグビー部のヘッドコーチに就任。2009年には、同校監督に就任したが、2011年2月、監督を退任した。
2013年4月より、日本大学ラグビー部コーチに就任。2015年シーズンをもって日本大学ラグビー部コーチを退職。
2016年4月よりヤクルトレビンズラグビー部コーチに就任。その後、高校、大学、社会人チームを指導。
2020年4月、日本文理大学経営経済学部准教授就任。2019年9月、日本文理大学ラグビー部コーチ。
2024年1月、大阪経済法科大学ラグビー部監督に就任。